# Piscine Lutetia
Pour les articles homonymes, voir Lutetia.
La piscine Lutetia est une ancienne piscine de Paris située au 17 rue de Sèvres dans le 6e arrondissement.

## Histoire
Dissimulée sous deux verrières à l'arrière de la façade d'un immeuble sur rue de huit étages, cette piscine à vagues artificielles de 33 × 10 m a été construite en 1935 dans la cour d'un groupe d'habitation sur les plans de l'architecte Lucien Béguet. De style art déco, les sols étaient en granito et en émaux de Briare verts, tandis que les murs et l'entrée étaient décorés d'émaux de Briare bleus, noirs et or.
À l'origine, elle servait de piscine privée à l'hôtel Lutetia voisin, avant que celui-ci ne soit réquisitionné par la Gestapo en 1940, lors de l'occupation de Paris. À la Libération, le général de Gaulle en a fait un centre d'accueil pour les rescapés des camps de concentration nazis. Puis elle devient piscine publique.
Fermée au public dans les années 1970, elle a ensuite accueilli différentes activités, servant notamment de dépôt pour la marque de vêtements Dorothée Bis pendant 20 ans, jusqu'en 1998. En 2005, Jean-Pierre Lecoq, maire du 6e arrondissement, a demandé au maire de Paris Bertrand Delanoë la réouverture de la piscine, en vain. Un arrêté signé le 5 décembre 2005 par le préfet d'Île-de-France, Christian Dors, a néanmoins inscrit l'édifice dans sa totalité au titre des monuments historiques,.
Elle abrite désormais, depuis novembre 2010, un concept store de la marque Hermès, qui ouvre ainsi son premier grand espace consacré au luxe sur la rive gauche parisienne. Le magasin occupe une surface de 1 500 m2. Le volume de l'ancien bassin est occupé par trois huttes-nids de plus de 9 mètres de hauteur formés de lames de frêne tressées.

## Galerie

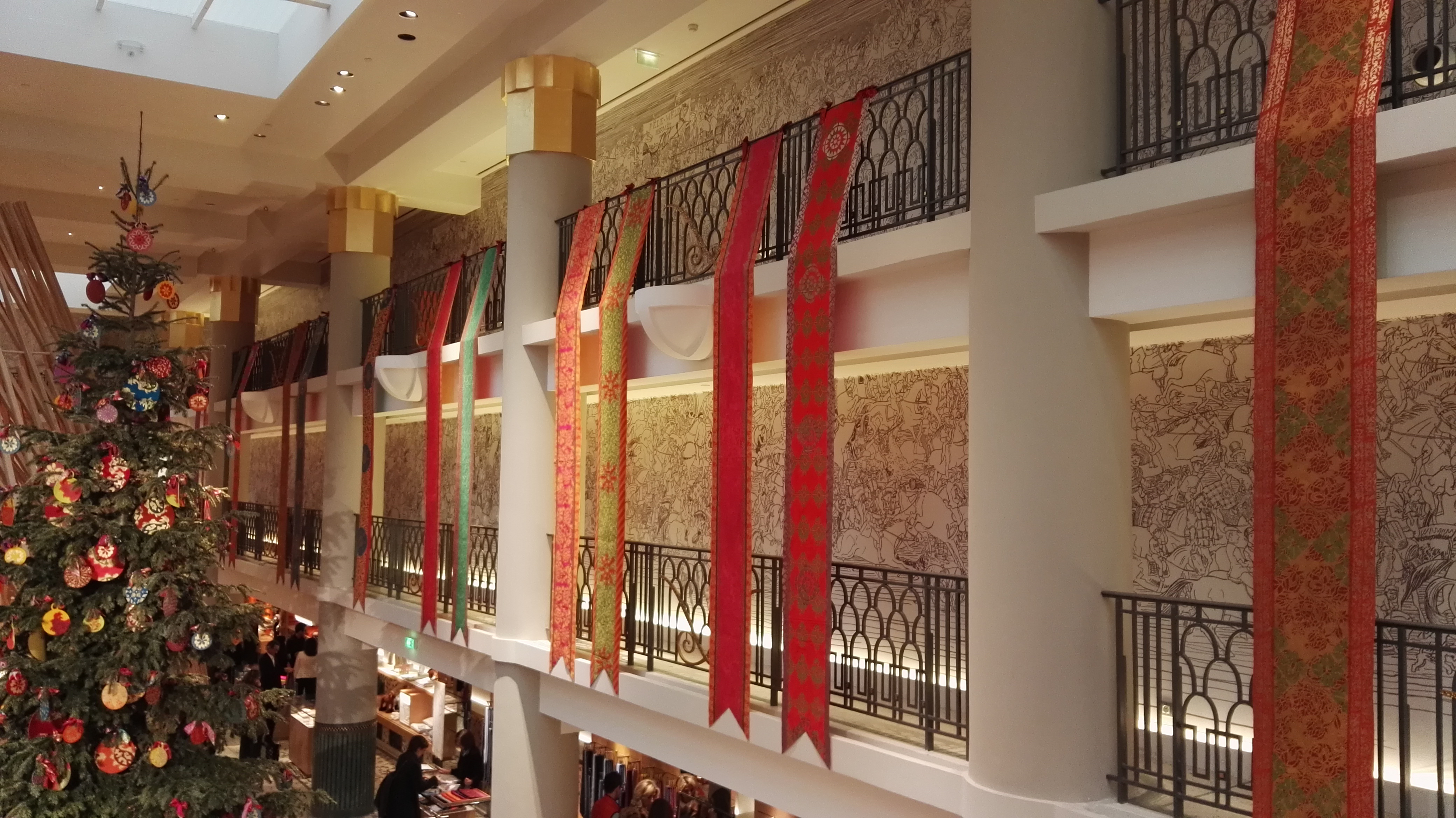

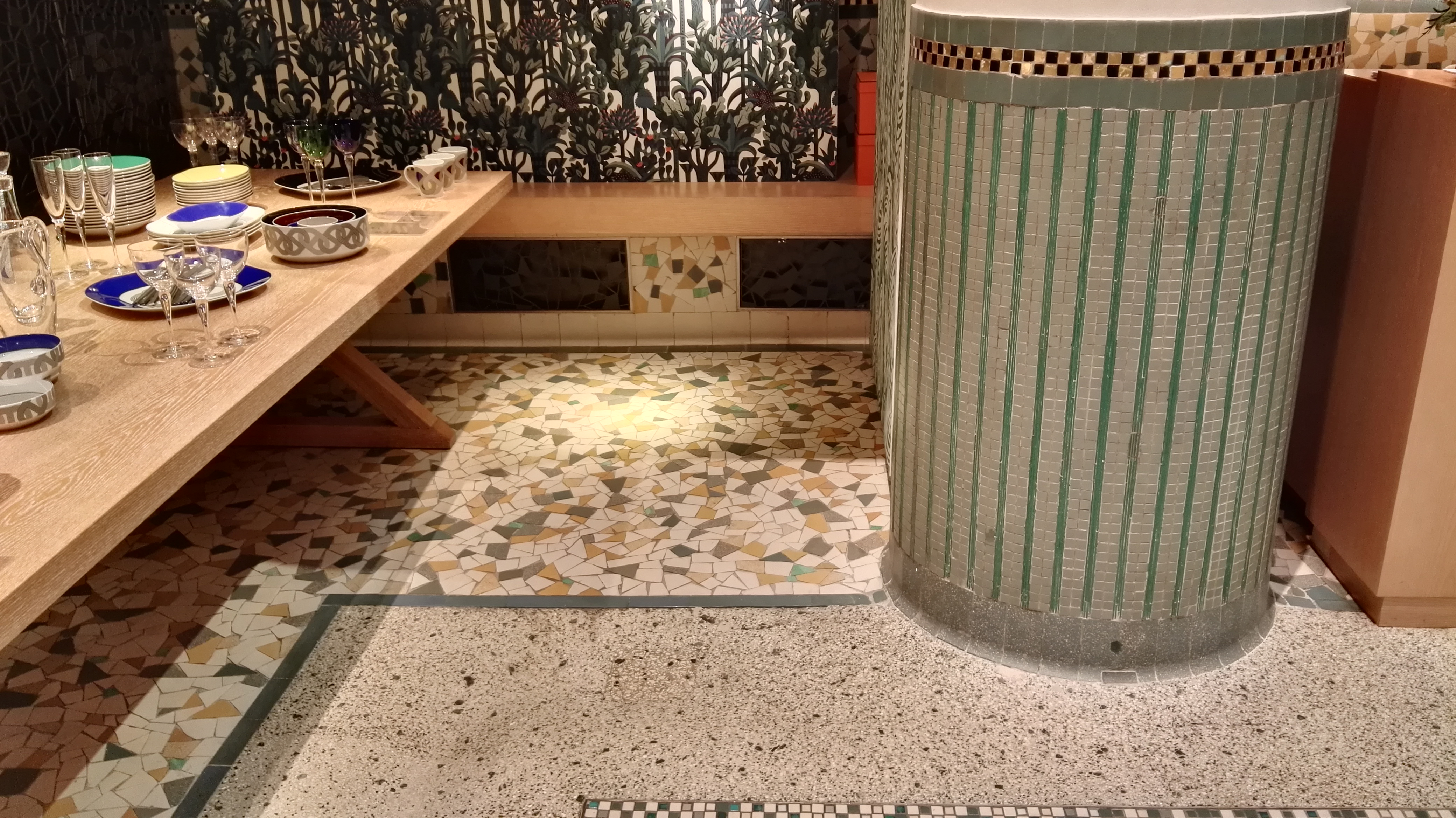

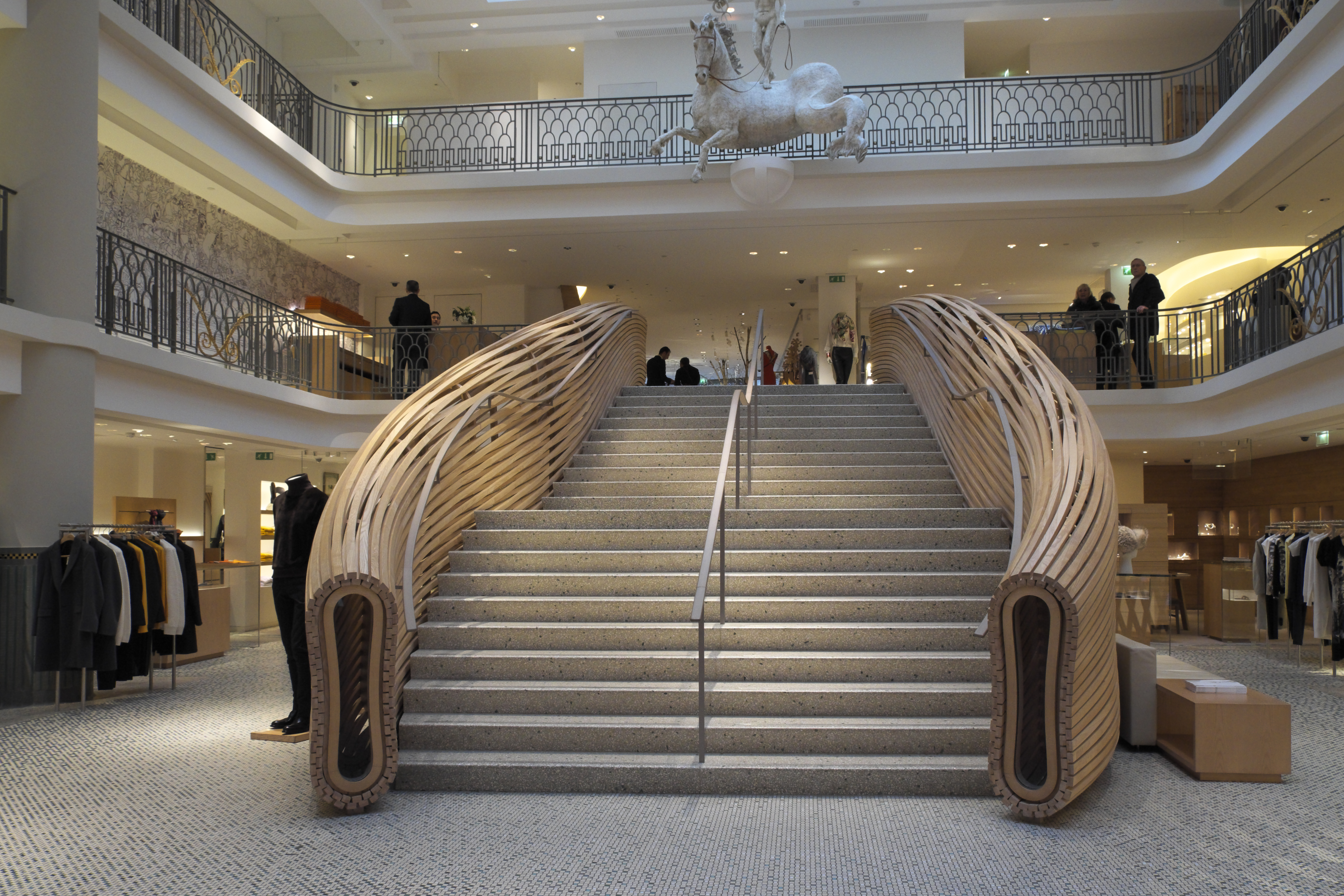

## Lieu de mémoire
Une plaque rappelle que l'historien Marc Bloch a vécu dans l'un des logements de l'immeuble.